# 고디

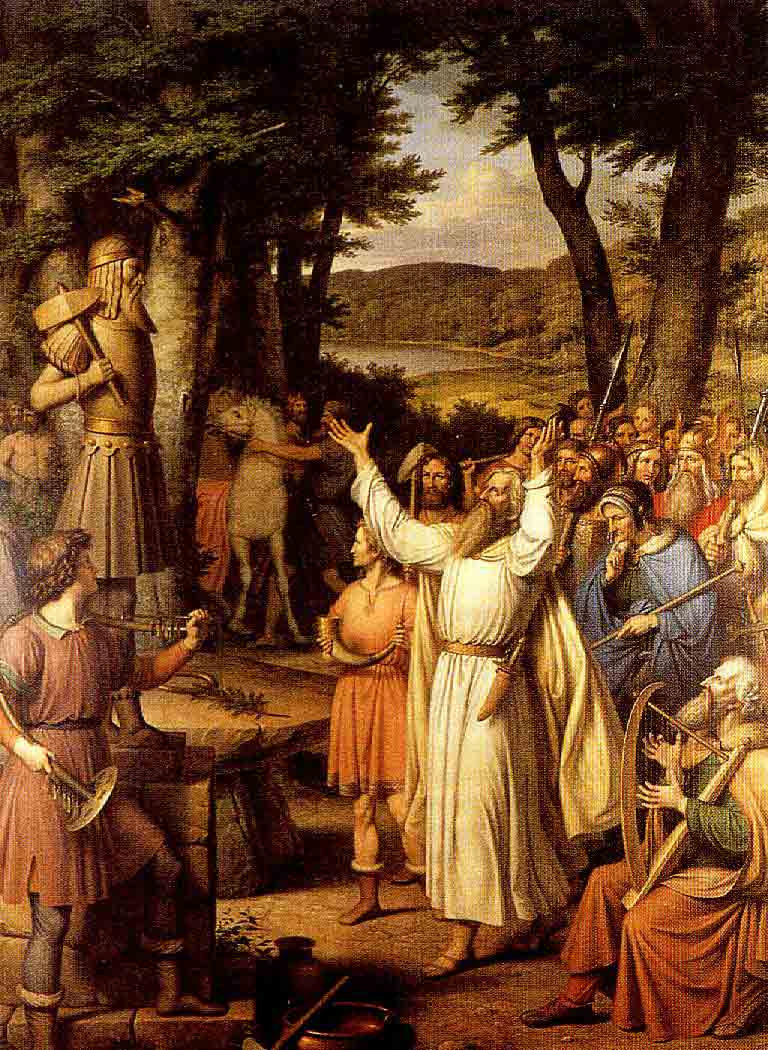
토르에게 산제물을 바치는 의식을 거행하는 고디

고디(고대 노르드어: goði)는 사제 또는 추장을 가리키는 고대 노르드어 단어이다. 복수형은 고다르(고대 노르드어: goðar)이고 여사제는 귀댜(고대 노르드어: Gyðja)라 했다.
이 용어는 원래 종교적 사회 구조와 축제를 담당하는 이교도 지도자를 가리키는 종교적 의미가 있었지만 주로 중세 아이슬란드 의 정치적 지도자의 직책으로 알려져 있다.

## 어원
이 단어는 "신"을 의미하는 goð에서 파생되었다.

## 같이 보기
- 봉건제
- 신성한 왕
- 왕권신수설

## 참조
1. ↑  Byock, Jesse L. (1993). "Goði". Entry in Medieval Scandinavia, an Encyclopedia (Phillip Pulsiano, ed.), 230–231. Garland: NY and London, ISBN 0-8240-4787-7.